# 全国青年司法書士協議会
全国青年司法書士協議会（ぜんこくせいねんしほうしょしきょうぎかい・略称・全青司）は、「法律家職能としての使命を自覚する青年司法書士の緊密な連携を図り、市民の権利擁護および法制度の発展に努め、もって社会正義の実現に寄与すること」を目的として、憲法、民法、登記制度、司法制度、司法書士制度および裁判に代わる新しい紛争解決手続きであるADRについて調査研究し、人権問題、貧困問題、労働問題、消費者問題、多重債務問題に取り組み、生活再建支援、中小企業支援、原発事故被害者支援、災害等による被災者支援など社会的弱者を擁護する主張・活動を中心とする事業を行っている司法書士による全国的な任意団体である。

## 概要
- 所在地 ： 東京都新宿区船町1-18　ロイクラトン四谷
- 会長 ： 坂田亮平
- 設立目的 ： 法律家職能としての使命を自覚する青年司法書士の緊密な連携を図り、市民の権利擁護および法制度の発展に努め、もって社会正義の実現に寄与することを目的とする。

## 歴史
- 1970年（昭和45年）2月1日 - 創立

## 全国の単位会
全青司には全国に関連する単位青年会が存在する。下記はその一部である。
- 札幌青年司法書士会
- 群馬青年司法書士協議会
- 埼玉青年司法書士協議会
- 東京青年司法書士協議会
- 神奈川青年司法書士協議会
- 京都青年司法書士会
- 兵庫県青年司法書士会
- 岡山県青年司法書士協議会
- 広島司法書士会 青年の会
- 司法書士リーガルエイドしまね
- 福岡県青年司法書士協議会
- 熊本県青年司法書士会